# 세비
세비(歲費)는 국회의원이 임기기간 중 지급받는 급료이다.

## 종류
- 수당 : 차관급 봉급액으로 매월 20일에 지급함.
- 입법활동비:차관급 기관운영비, 즉 판공비 및 정보비 상당액으로 매월 지급함.
- 특별활동비 : 입법활동비의 100분의 30 상당액의 30분의 1에 해당하는 액에 회기일수를 곱한 금액으로 회기중 지급
- 여비 : 정부 공무원에 준하여 지급함.